# ماه عسل لوک تنها
ماه عسل لوک تنها (انگلیسی: Lonesome Luke's Honeymoon) یک فیلم کمدی صامت کوتاه به کارگردانی هال روچ است که در سال ۱۹۱۷ منتشر شد.

## بازیگران
- هارولد لوید
- اسناب پالرد
- ببه دنیلز
- سمی بروکس
- باد جیمیسون
- گیلبرت پرت
- دوروثیا والبرت
- چارلز استیونسون
- استل هَریسون